# Associazione Calcio Brescia 1975-1976
Questa pagina raccoglie le informazioni riguardanti l'Associazione Calcio Brescia nelle competizioni ufficiali della stagione 1975-1976.

## Stagione
Le rondinelle chiudono il campionato in quinta posizione a due lunghezze dalle promosse.
L'allenatore per questa stagione è Antonio Valentin Angelillo. Se ne va il bomber Ezio Bertuzzo che passa al Bologna in cambio di Adelmo Paris e Giorgio Ferrara. 
Il centravanti Pietro Michesi passa al Catanzaro. Al suo posto accanto alla giovane promessa Alessandro Altobelli gioca l'attaccante bresciano Adriano Tedoldi che arriva in prestito al Bolzano. 
Spillo realizza 11 reti, mentre Tedoldi ne segna 8. L'allenatore Antonio Valentín Angelillo punta forte sul tandem Evaristo Beccalossi e Alessandro Altobelli che incantano il pubblico bresciano e a fine stagione realizzano 18 reti senza aver tirato alcun rigore. 
Al termine del girone di andata le rondinelle ottengono 20 punti e stazionano alle spalle delle migliori; meglio ancora nel girone di ritorno chiuso in testa con 23 punti, ma per un soffio non bastano a raggiungere la promozione.
In Coppa Italia il Brescia disputa il girone 4 e giunge primo con la Lazio a 5 punti, ma passano i laziali ai gironi finali per differenza reti.

## Rosa
| N. |                      | Ruolo | Calciatore          |
| -- | -------------------- | ----- | ------------------- |
|    | Italia (bandiera)    | P     | Andrea Belotti      |
|    | Italia (bandiera)    | P     | Leonorio Borghese   |
|    | Argentina (bandiera) | P     | José Cafaro         |
|    | Italia (bandiera)    | D     | Claudio Berlanda    |
|    | Italia (bandiera)    | D     | Giovanni Botti      |
|    | Italia (bandiera)    | D     | Fulvio Bussalino    |
|    | Italia (bandiera)    | D     | Luigi Cagni         |
|    | Italia (bandiera)    | D     | Domenico Casati     |
|    | Italia (bandiera)    | D     | Roberto Catterina   |
|    | Italia (bandiera)    | D     | Giovanni Colzato    |
|    | Italia (bandiera)    | C     | Evaristo Beccalossi |

| N. |                   | Ruolo | Calciatore           |
| -- | ----------------- | ----- | -------------------- |
|    | Italia (bandiera) | C     | Roberto Biasotti     |
|    | Italia (bandiera) | C     | Giorgio Fanti        |
|    | Italia (bandiera) | C     | Salvatore Jacolino   |
|    | Italia (bandiera) | C     | Adelmo Paris         |
|    | Italia (bandiera) | C     | Pietro Sabatini      |
|    | Italia (bandiera) | A     | Alessandro Altobelli |
|    | Italia (bandiera) | A     | Giorgio Ferrara      |
|    | Italia (bandiera) | A     | Mario Nicolini       |
|    | Italia (bandiera) | A     | Egidio Salvi         |
|    | Italia (bandiera) | A     | Adriano Tedoldi      |

## Risultati

### Serie B

#### Girone di andata
| Pescara 28 settembre 1975 1ª giornata | Pescara          | 0 – 0 | Brescia | Stadio Adriatico\| Arbitro: \| Benedetti (Roma) \| |
| Arbitro:                              | Benedetti (Roma) |       |         |                                                    |

| Arbitro: | Frasso (Capua) |

|             |           |  |
| Tedoldi 88’ | Marcatori |  |

| Brescia 12 ottobre 1975 3ª giornata | Brescia             | 0 – 0 | Foggia | Stadio Mario Rigamonti\| Arbitro: \| Lo Bello (Siracusa) \| |
| Arbitro:                            | Lo Bello (Siracusa) |       |        |                                                             |

| Arbitro: | Schena (Foggia) |

|            |           |  |
| Vitali 68’ | Marcatori |  |

| Arbitro: | Barboni (Firenze) |

|                                       |           |             |
| Tedoldi 29’ Sabatini 60’ Nicolini 65’ | Marcatori | 13’ Pezzato |

| Arbitro: | Vannucchi (Bologna) |

|             |           |           |
| Banelli 86’ | Marcatori | 52’ Botti |

| Arbitro: | Bergamo (Livorno) |

|                                 |           |                            |
| Paris 38’ (rig.) Beccalossi 71’ | Marcatori | 33’ De Lorentis 80’ Muraro |

| Palermo 16 novembre 1975 8ª giornata | Palermo              | 0 – 0 | Brescia | Stadio La Favorita\| Arbitro: \| Barbaresco (Cormons) \| |
| Arbitro:                             | Barbaresco (Cormons) |       |         |                                                          |

| Arbitro: | Lattanzi (Roma) |

|                                            |           |  |
| Trevisanello 15’ Maggioni 30’ Franzoni 88’ | Marcatori |  |

| Arbitro: | Lenardon (Siena) |

|                                 |           |              |
| Tedoldi 59’ Jacolino 80’ (rig.) | Marcatori | 67’ Listanti |

| Arbitro: | Trinchieri (Reggio Emilia) |

|          |           |  |
| Ripa 17’ | Marcatori |  |

| Arbitro: | Terpin (Trieste) |

|               |           |  |
| Altobelli 76’ | Marcatori |  |

| Arbitro: | Angelelli (Terni) |

|                      |           |                    |
| Veschetti 45’ (aut.) | Marcatori | 7’, 27’ Piccinetti |

| Arbitro: | Gialluisi (Barletta) |

|                |           |                              |
| Bellinazzi 53’ | Marcatori | 58’ Ferrara 81’ (rig.) Paris |

| Terni 11 gennaio 1976 15ª giornata | Ternana          | 0 – 0 | Brescia | Stadio Libero Liberati\| Arbitro: \| Levrero (Genova) \| |
| Arbitro:                           | Levrero (Genova) |       |         |                                                          |

| Arbitro: | Lops (Torino) |

|             |           |  |
| Ferrara 37’ | Marcatori |  |

| Arbitro: | Lanzafame (Taranto) |

|                           |           |                        |
| Ferrara 40’ Altobelli 75’ | Marcatori | 57’ (rig.), 81’ Ciceri |

| Arbitro: | Michelotti (Parma) |

|                                                  |           |                              |
| Rossetti 11’ Rizzo 34’ Pruzzo 38’, 51’ Bonci 82’ | Marcatori | 59’ Altobelli 69’ Beccalossi |

| Brescia 8 febbraio 1976 19ª giornata | Brescia                     | 0 – 0 | Brindisi | Stadio Mario Rigamonti\| Arbitro: \| Moretto (San Donà di Piave) \| |
| Arbitro:                             | Moretto (San Donà di Piave) |       |          |                                                                     |

#### Girone di ritorno
| Arbitro: | Prati (Parma) |

|                          |           |                          |
| Sabatini 39’ Ferrara 61’ | Marcatori | 58’ Catarci 92’ Di Somma |

| Arbitro: | Esposito (Torre Annunziata) |

|               |           |  |
| Jacomuzzi 75’ | Marcatori |  |

| Foggia 29 febbraio 1976 22ª giornata | Foggia         | 0 – 0 | Brescia | Stadio Pino Zaccheria\| Arbitro: \| Frasso (Capua) \| |
| Arbitro:                             | Frasso (Capua) |       |         |                                                       |

| Arbitro: | Pieri (Genova) |

|             |           |  |
| Tedoldi 75’ | Marcatori |  |

| Ferrara 14 marzo 1976 24ª giornata | SPAL            | 0 – 0 | Brescia | Stadio Comunale\| Arbitro: \| Lattanzi (Roma) \| |
| Arbitro:                           | Lattanzi (Roma) |       |         |                                                  |

| Arbitro: | Menegali (Roma) |

|                |           |  |
| Beccalossi 11’ | Marcatori |  |

| Arbitro: | Trinchieri (Reggio Emilia) |

|                                          |           |                               |
| Tresoldi 10’ Salvi 25’ (aut.) Muraro 55’ | Marcatori | 3’, 90’ Beccalossi 16’Tedoldi |

| Arbitro: | Lapi (Firenze) |

|  |           |               |
|  | Marcatori | 80’ Novellini |

| Arbitro: | Lops (Torino) |

|                                |           |           |
| Altobelli 65’, 76’ Tedoldi 70’ | Marcatori | 38’ Rossi |

| Arbitro: | Moretto (San Donà di Piave) |

|             |           |                                   |
| Asnicar 17’ | Marcatori | 38’, 55’ Beccalossi 81’ Bussalino |

| Arbitro: | Lattanzi (Roma) |

|                                     |           |                        |
| Tedoldi 23’, 63’ Altobelli 43’, 55’ | Marcatori | 53’ Simonato 89’ Berta |

| Arbitro: | Frasso (Caserta) |

|           |           |               |
| Fanna 24’ | Marcatori | 49’ Altobelli |

| Novara 9 maggio 1976 32ª giornata | Novara          | 0 – 0 | Brescia | Vecchio Stadio Comunale\| Arbitro: \| Serafino (Roma) \| |
| Arbitro:                          | Serafino (Roma) |       |         |                                                          |

| Arbitro: | Lenardon (Siena) |

|               |           |                              |
| Altobelli 62’ | Marcatori | 80’ Colombini 82’ Bellinazzi |

| Arbitro: | Lattanzi (Roma) |

|                         |           |                   |
| Paris 11’ Bussalino 40’ | Marcatori | 9’ (aut.) Colzato |

| Arbitro: | Ciulli (Roma) |

|  |           |              |
|  | Marcatori | 21’ Sabatini |

| Catania 6 giugno 1976 36ª giornata | Catania         | 0 – 0 | Brescia | Stadio Cibali\| Arbitro: \| Serafino (Roma) \| |
| Arbitro:                           | Serafino (Roma) |       |         |                                                |

| Arbitro: | Menegali (Roma) |

|               |           |            |
| Altobelli 15’ | Marcatori | 31’ Pruzzo |

| Arbitro: | Lattanzi (Roma) |

|              |           |               |
| Ulivieri 21’ | Marcatori | 69’ Altobelli |

### Coppa Italia

#### Girone 4
| Varese 27 agosto 1975 1ª giornata | Varese         | 0 – 0 | Brescia | Stadio Franco Ossola\| Arbitro: \| Frasso (Capua) \| |
| Arbitro:                          | Frasso (Capua) |       |         |                                                      |

| 31 agosto 1975 2ª giornata |  | – Riposo |  |  |

| Arbitro: | Artico (Padova) |

|                           |           |  |
| Reali 2’ (aut.) Cagni 52’ | Marcatori |  |

| Ascoli Piceno 14 settembre 1975 4ª giornata | Ascoli              | 0 – 0 | Brescia | Stadio Cino e Lillo Del Duca\| Arbitro: \| Menicucci (Firenze) \| |
| Arbitro:                                    | Menicucci (Firenze) |       |         |                                                                   |

| Brescia 21 settembre 1975 5ª giornata | Brescia          | 0 – 0 | Lazio | Stadio Mario Rigamonti\| Arbitro: \| Gonella (Torino) \| |
| Arbitro:                              | Gonella (Torino) |       |       |                                                          |

## Statistiche

### Statistiche di squadra
| Competizione | Punti | In casa | In casa | In casa | In casa | In casa | In casa | In trasferta | In trasferta | In trasferta | In trasferta | In trasferta | In trasferta | Totale | Totale | Totale | Totale | Totale | Totale | DR |
| Competizione | Punti | G       | V       | N       | P       | Gf      | Gs      | G            | V            | N            | P            | Gf           | Gs           | G      | V      | N      | P      | Gf     | Gs     | DR |
| ------------ | ----- | ------- | ------- | ------- | ------- | ------- | ------- | ------------ | ------------ | ------------ | ------------ | ------------ | ------------ | ------ | ------ | ------ | ------ | ------ | ------ | -- |
| Serie B      | 43    | 19      | 10      | 6       | 3       | 28      | 18      | 19           | 3            | 11           | 5            | 14           | 19           | 38     | 13     | 17     | 8      | 42     | 37     | +5 |
| Coppa Italia | 5     | 2       | 1       | 1       | 0       | 2       | 0       | 2            | 0            | 2            | 0            | 0            | 0            | 4      | 1      | 3      | 0      | 2      | 0      | +2 |
| Totale       |       | 21      | 11      | 7       | 3       | 30      | 18      | 21           | 3            | 13           | 5            | 14           | 19           | 42     | 14     | 20     | 8      | 44     | 37     | +7 |

### Statistiche dei giocatori
| Giocatore     | Serie B  | Serie B | Serie B     | Serie B    | Coppa Italia | Coppa Italia | Coppa Italia | Coppa Italia | Totale   | Totale | Totale      | Totale     |
| Giocatore     | Presenze | Reti    | Ammonizioni | Espulsioni | Presenze     | Reti         | Ammonizioni  | Espulsioni   | Presenze | Reti   | Ammonizioni | Espulsioni |
| ------------- | -------- | ------- | ----------- | ---------- | ------------ | ------------ | ------------ | ------------ | -------- | ------ | ----------- | ---------- |
| A. Altobelli  | 26       | 11      | ?           | ?          | 4            | 0            | ?            | ?            | 30       | 11     | ?           | ?          |
| E. Beccalossi | 32       | 7       | ?           | ?          | 1            | 0            | ?            | ?            | 33       | 7      | ?           | ?          |
| A. Belotti    | 1        | -1      | ?           | ?          | -            | -            | -            | -            | 1        | -1     | 0+          | 0+         |
| C. Berlanda   | 26       | 0       | ?           | ?          | -            | -            | -            | -            | 26       | 0      | 0+          | 0+         |
| R. Biasotti   | 4        | 0       | ?           | ?          | 4            | 0            | ?            | ?            | 8        | 0      | ?           | ?          |
| L. Borghese   | 12       | -11     | ?           | ?          | 4            | 0            | ?            | ?            | 16       | -11    | ?           | ?          |
| G. Botti      | 19       | 1       | ?           | ?          | 4            | 0            | ?            | ?            | 23       | 1      | ?           | ?          |
| F. Bussalino  | 22       | 2       | ?           | ?          | -            | -            | -            | -            | 22       | 2      | 0+          | 0+         |
| J. Cafaro     | 25       | -25     | ?           | ?          | -            | -            | -            | -            | 25       | -25    | 0+          | 0+         |
| L. Cagni      | 29       | 0       | ?           | ?          | 4            | 1            | ?            | ?            | 33       | 1      | ?           | ?          |
| D. Casati     | 7        | 0       | ?           | ?          | 1            | 0            | ?            | ?            | 8        | 0      | ?           | ?          |
| R. Catterina  | 25       | 0       | ?           | ?          | 2            | 0            | ?            | ?            | 27       | 0      | ?           | ?          |
| G. Colzato    | 31       | 0       | ?           | ?          | 4            | 0            | ?            | ?            | 35       | 0      | ?           | ?          |
| G. Fanti      | 24       | 0       | ?           | ?          | 4            | 0            | ?            | ?            | 28       | 0      | ?           | ?          |
| G. Ferrara    | 15       | 4       | ?           | ?          | 3            | 0            | ?            | ?            | 18       | 4      | ?           | ?          |
| S. Iacolino   | 21       | 1       | ?           | ?          | 4            | 0            | ?            | ?            | 25       | 1      | ?           | ?          |
| M. Nicolini   | 9        | 1       | ?           | ?          | 2            | 0            | ?            | ?            | 11       | 1      | ?           | ?          |
| A. Paris      | 30       | 3       | ?           | ?          | 1            | 0            | ?            | ?            | 31       | 3      | ?           | ?          |
| P. Sabatini   | 27       | 3       | ?           | ?          | 3            | 0            | ?            | ?            | 30       | 3      | ?           | ?          |
| E. Salvi      | 35       | 0       | ?           | ?          | 4            | 0            | ?            | ?            | 39       | 0      | ?           | ?          |
| A. Tedoldi    | 33       | 8       | ?           | ?          | 2            | 0            | ?            | ?            | 35       | 8      | ?           | ?          |